# Ронаго
Рона̀го (на италиански: Ronago; на ломбардски: Runagh, Рунаг) е село и община в Северна Италия, провинция Комо, регион Ломбардия. Разположено е на 357 m надморска височина. Населението на общината е 1719 души (към 2018 г.).